# Andes lamondensis
Andes lamondensis är en insektsart som beskrevs av Birgit Löcker 2007. Andes lamondensis ingår i släktet Andes och familjen kilstritar. Inga underarter finns listade i Catalogue of Life.